# The Dateables
The Dateables is een Nederlands televisieprogramma dat door BNNVARA wordt uitgezonden op NPO 3. In dit programma worden vrijgezellen met een lichamelijke of verstandelijke beperking gevolgd tijdens hun zoektocht naar de liefde.

## Titel
Voorheen heette het programma The Undateables, vernoemd naar de Britse variant op Channel 4. In 2018 maakt BNNVARA bekend de naam te veranderen in The Dateables, aangezien iedereen dateable is.